# 647 Fifth Avenue
647 Fifth Avenue, originalmente conocida como George W. Vanderbilt Residence, es un edificio comercial en el Midtown Manhattan de Nueva York (Estados Unidos). Está a lo largo del lado este de la Quinta Avenida entre las calles 51 y 52. El edificio fue diseñado por Hunt & Hunt como parte de "Marble Twins", un par de casas en 645 y 647 Fifth Avenue. Las casas fueron construidas entre 1902 y 1905 como residencias de la familia Vanderbilt. El número 645 fue ocupado por William B. Osgood Field, mientras que el número 647 fue propiedad de George W. Vanderbilt y alquilado a Robert Wilson Goelet ; ambos formaban parte de la familia Vanderbilt por matrimonio.
La casa es un edificio de piedra de seis pisos en estilo neorrenacentista francés. El primer piso tiene aberturas arqueadas rematadas por una balaustrada, mientras que el segundo y tercer piso contienen pilastras estriadas que sostienen un entablamento. Los pisos cuarto y quinto se agregaron a fines de la década de 1930 en una imitación del diseño original, y una balaustrada corre sobre el quinto piso. La casa contigua en el 645 de la Quinta Avenida, demolida en 1944, había sido construida con un estilo similar. Todo el edificio está ocupado por una tienda de la empresa de moda Versace, que también construyó un probador en el sexto piso.
La esquina sureste de la Quinta Avenida y la Calle 52 se planeó como hotel a principios de la década de 1900 después de que el Asilo Católico Romano desocupara el sitio. Después de que los Vanderbilt bloquearon el desarrollo del hotel, la parte sur del sitio se desarrolló como Marble Twins, mientras que la parte norte se convirtió en Morton F. Plant House (ahora el edificio Cartier ). El número 647 fue modificado para uso comercial después de 1916 y contenía una galería de arte y un agente de boletos de avión, entre otros inquilinos. El número 645 era en gran parte residencial hasta que fue demolido. La Comisión de Preservación de Monumentos Históricos de la Ciudad de Nueva York designó al 647 de la Quinta Avenida como un lugar emblemático de la ciudad en 1977, y se agregó al Registro Nacional de Lugares Históricos en 1983 junto con el Edificio Cartier. A fines de la década de 1990, Versace remodeló el 647 de la Quinta Avenida.

## Sitio
647 Fifth Avenue se encuentra en el barrio de Midtown Manhattan de Nueva York. Está a lo largo del lado este de la Quinta Avenida entre las calles 51 y 52. El terreno es rectangular y cubre 348 m², con una fachada de 11,4 m y una profundidad de 30,5 m. El edificio está en la misma cuadra que Cartier Building en 651 Fifth Avenue al norte, Olympic Tower al sur y 11 East 51st Street y 488 Madison Avenue al este. Otros edificios cercanos incluyen 650 Fifth Avenue al oeste, 660 Fifth Avenue al noroeste, Austrian Cultural Forum New York al norte, 12 East 53rd Street y Omni Berkshire Place al noreste, St. Patrick's Cathedral al sur y el International Edificio del Rockefeller Center al suroeste.
La Quinta Avenida entre la Calle 42 y Central Park South (calle 59) estuvo relativamente subdesarrollada hasta finales del siglo XIX. El área circundante fue una vez parte de las tierras comunes de la ciudad de Nueva York. El Plan de los Comisionados de 1811 estableció la cuadrícula de calles de Manhattan con lotes de 30,5 m de profundidad y 7,6 m de ancho. Se construyeron residencias de lujo alrededor de la Quinta Avenida después de la Guerra de Secesión. En 1882, se completaron tres residencias de la familia Vanderbilt a lo largo de la Quinta Avenida entre las calles 51 y 59 (las mansión de William H., William K. y la mansión de Cornelius II ). La sección circundante de la Quinta Avenida se conoció así como "Vanderbilt Row" (o sea la 'Franja de Vanderbilt'). A principios de la década de 1900, esa sección de la Quinta Avenida se estaba convirtiendo en un área comercial.
El sitio inmediatamente al norte de la Catedral de San Patricio era propiedad de la Arquidiócesis de Nueva York, que usó el sitio para el Asilo Católico Romano. El asilo ocupaba dos cuadras entre las calles 51 y 52, la Quinta Avenida y Park Avenue. Alguna vez fue una de varias instituciones públicas en la sección del centro de la Quinta Avenida, pero a fines del siglo XIX, era la única que quedaba. El sitio del Asilo Católico Romano se puso a la venta en 1899 después de que la institución asegurara otro sitio en El Bronx.

## Diseño
647 Fifth Avenue es la mitad norte sobreviviente de los "Marble Twins", un par de residencias erigidas simultáneamente en 645-647 Fifth Avenue. La mitad sur, en el número 645, fue reemplazada por una tienda Best & Co. y luego la Torre Olímpica a mediados del siglo XX. Ambas casas fueron diseñadas por Hunt & Hunt en el estilo renacentista francés. Fueron construidos por DC Weeks & Son. El número 647 es la única residencia de la familia Vanderbilt que queda en la Quinta Avenida al sur de Central Park.

### Fachada
647 Fifth Avenue tiene seis pisos de altura. La fachada a lo largo de la Quinta Avenida tiene cinco pisos de altura y consta de tres tramos verticales, mientras que el sexto piso está empotrado en el techo. Tal como se diseñó originalmente, el 645 y el 647 de la Quinta Avenida tenían cuatro pisos de altura y tenían seis tramos entre ellos.
El primer piso fue diseñado como un sótano inglés. Inicialmente, las casas tenían ventanas de arco de medio punto separadas por bloques de piedra caliza rusticados y vermiculados. Había consolas encima de cada juego de bloques rusticados y vermiculados, que sostenían los balcones del segundo piso. Las entradas a las respectivas casas fueron a través de escalones cortos en los extremos de cada casa, con la entrada del número 645 en el extremo derecho (sur) y la entrada del número 647 en el extremo izquierdo (norte). Las aberturas en el primer piso del número 647 se ampliaron en 1916, y la fachada de la planta baja fue totalmente reconstruida en 1937. El diseño posterior tenía puertas de vidrio plano a cada lado de una ventana de visualización. A fines de la década de 1990, el primer piso fue reconstruido con bloques vermiculados y aberturas arqueadas similares a las originales.
El segundo y tercer piso se mantienen en su mayoría sin cambios con respecto al diseño original. Si bien el balcón estaba hecho originalmente con balaustres de piedra, este fue retirado en 1937 y reemplazado por una balaustrada de hierro fundido. El diseño original de los Mármol Gemelos contenía cinco pilastras, cada una de las cuales estaba acanalada y coronada por un elaborado capitel. Estas pilastras separaban cada una de las seis ventanas en ambos pisos y estaban flanqueadas en los extremos por pilares anchos, cada uno de los cuales contenía una sección estrecha de otra pilastra. El muelle norte y las dos pilastras y media más al norte permanecen intactas. Las ventanas en el segundo y tercer piso contienen dinteles extendidos y paneles empotrados encima de ellos. Las ventanas del segundo piso se abren al balcón, mientras que las del tercer piso contienen alféizares sobre bloques de ménsulas.

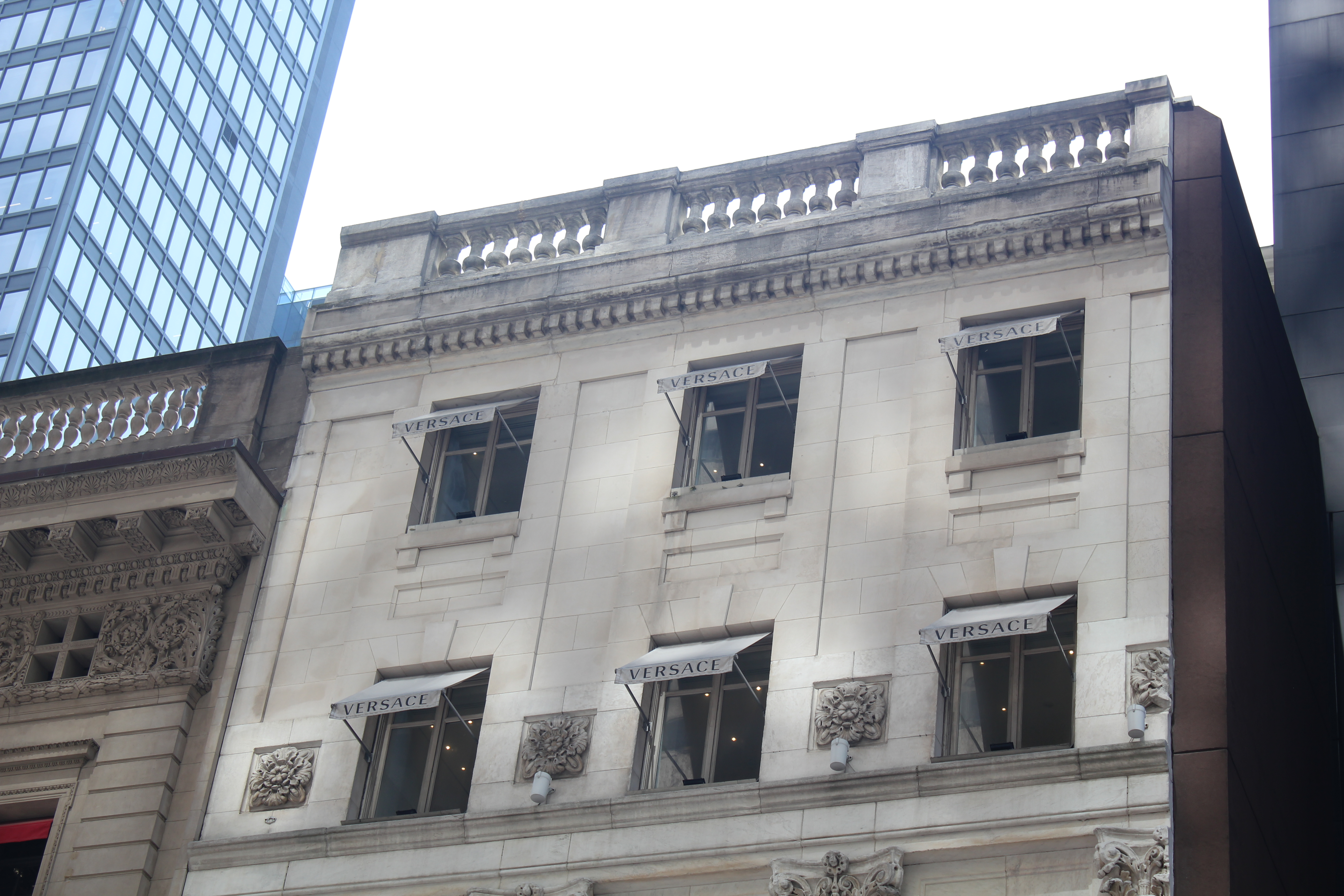
Pisos superiores, remodelados a finales de la década de 1930

Originalmente, 645 y 647 Fifth Avenue tenían solo cuatro pisos de altura. El cuarto piso constaba de ventanas cuadradas empotradas entre rosetones de piedra tallada. Encima de las ventanas había una banda de dentículos, seguida de una cornisa profunda y una balaustrada sostenida por ménsulas. El diseño moderno de los pisos cuarto y quinto del número 647 data de una alteración a fines de la década de 1930. Las ventanas y los rosetones del cuarto piso se dejaron en su lugar, pero se eliminó la pesada cornisa con corchetes. Se instaló un conjunto de paneles de piedra sobre los rosetones y las nuevas ventanas del quinto piso se diseñaron de manera similar a las ventanas del cuarto piso. La banda de dentículos y la balaustrada se trasladaron a la parte superior del quinto piso en lugar de destruirse.

### Características
El diseño original tenía una escalera curva que separaba el lado sur del número 647 y el lado norte del número 645, pero esta fue demolida a mediados del siglo XX. En 1938, el número 647 se convirtió en un edificio totalmente comercial y se eliminaron algunas de las columnas interiores. El primer piso se convirtió en un espacio comercial con una altura de techo de 6,3 m, que incluye un entrepiso central de 3,6 m encima del nivel del suelo. Se instaló un elevador de carga que conecta el sótano de almacenamiento y los cinco pisos sobre el suelo. Los pisos superiores tenían alturas de techo que iban desde 5,4 m en el segundo piso a 3,6 m en el cuarto piso.
A finales de la década de 1960, el interior fue redecorado para Olympic Airlines, la aerolínea nacional griega. El primer piso tenía paredes de mármol y pisos de madera y estaba decorado con dos mosaicos de azulejos. Uno de los mosaicos representaba a Faetón, el hijo del dios griego Helios, mientras que el otro mosaico representaba el sol brillando en una aldea insular en el mar Egeo. La segunda historia tenía el área de reservas de la aerolínea, que mostraba información de vuelo, así como una sala de exposición de 80 asientos que mostraba el equipo de viaje a bordo. El tercer piso albergaba al personal de la aerolínea, mientras que el cuarto y quinto piso contaban con maquinaria de comunicaciones y oficinas generales.
Cuando el edificio fue renovado para la compañía de moda Versace a fines de la década de 1990, se restauró la escalera en el lado sur del 647 de la Quinta Avenida. La escalera consta de un conjunto de escaleras de mármol con balaustrada de bronce, iluminado por una claraboya en el techo. Los interiores también fueron incrustados con pisos de terrazo y, en el quinto piso, el departamento de muebles para el hogar recibió un piso de madera. Además, se agregó un sexto piso con un jardín en la azotea y una cafetería. En el techo también se instalaron una boutique privada, una terraza en la Quinta Avenida y lucernarios y balcones. La boutique privada estaba pensada como un probador VIP y solo se podía llegar girando una llave en el ascensor.

## Historia
En octubre de 1899, el Asilo Católico Romano vendió gran parte de la manzana delimitada en el sentido de las agujas del reloj desde el oeste por la Quinta Avenida, la Calle 52, la Avenida Madison y la Calle 51. La venta se valoró en 2,5 millones de dólares e incluyó los lotes en el lado este de la Quinta Avenida entre las calles 51 y 52, así como los de las calles laterales. Se informó que George R. Sheldon y Charles T. Barney fueron los compradores. En los meses siguientes, muchos de los lotes a lo largo de las calles 51 y 52 se vendieron a familias, aunque un lote se vendió al Union Club de Nueva York. Los lotes unifamiliares se vendieron bajo la estipulación de que permanecerían en uso residencial durante 25 años. En mayo de 1900, solo quedaban sin vender los lotes a lo largo de la Quinta Avenida.

### Uso residencial

#### Construcción

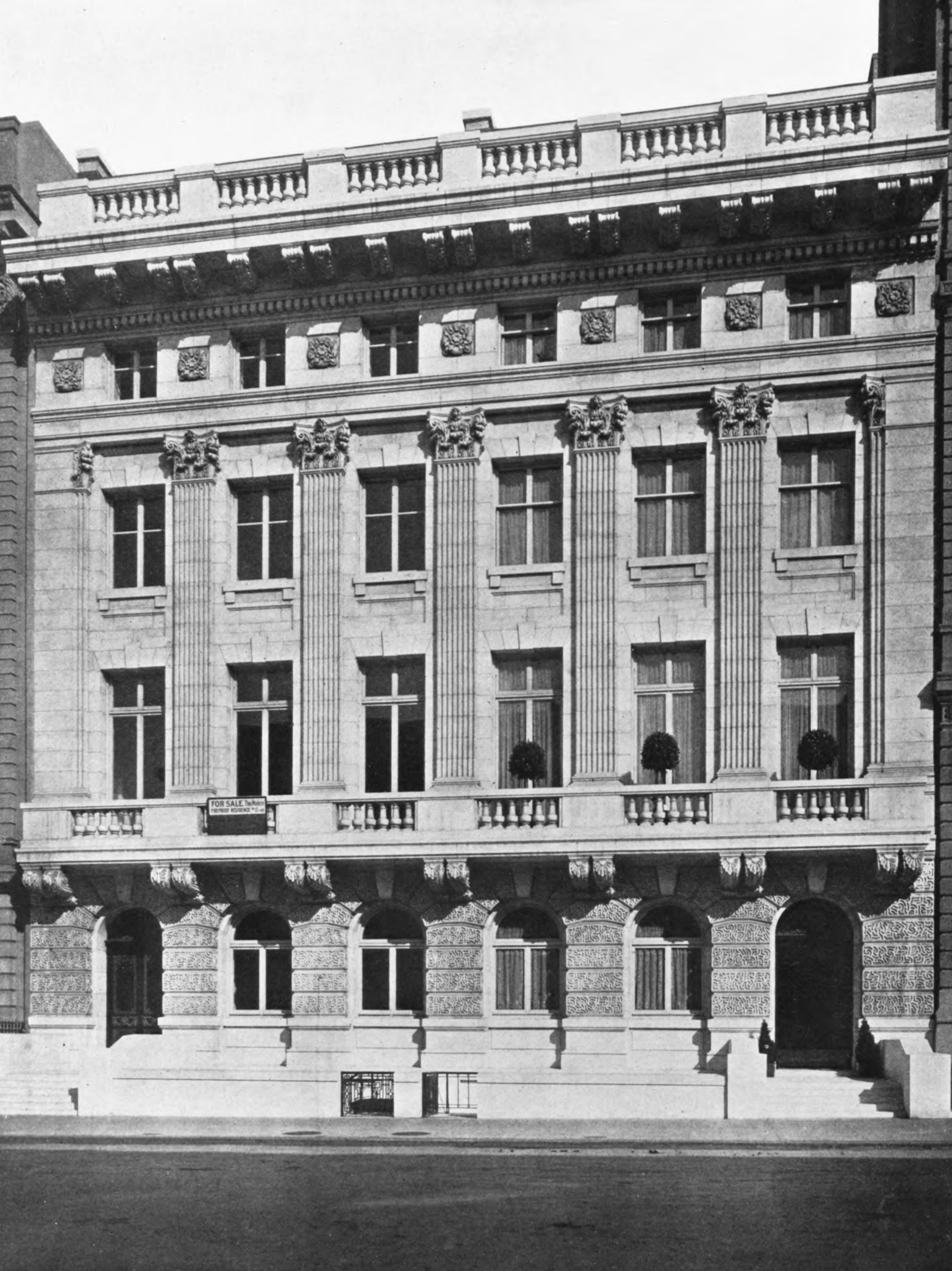
Gemelos de mármol originales

Un grupo de desarrolladores liderados por Stewart H. Chisholm compró el lote de la esquina sureste en 52nd Street y Fifth Avenue, que mide 30,5 por 38,1 m, de Flake & Dowling a principios de 1901. Ese octubre, el sindicato de Chisholm presentó planes para construir un hotel de apartamentos de 18 pisos, diseñado por William C. Hazlett, en ese sitio. En marzo de 1902, después de que se excavó el sitio de la esquina, Chisholm vendió el sitio a New York Realty Corporation. El Real Estate Record and Guide describió la venta como "una transacción peculiar, y una que difícilmente puede llamarse venta". La corporación actuaba en nombre de la familia Vanderbilt, que no quería ver un desarrollo hotelero de gran altura frente a sus casas. Los Vanderbilt vendieron la sección norte de la parcela, que da a la calle 52 y mide 15,2 por 30,5 m, al financista Morton F. Plant. Sin embargo, no pudieron conseguir un comprador para la sección sur, que estaba en medio de una cuadra de la ciudad.
En septiembre de 1902, George W. Vanderbilt anunció planes para casas adosadas de mármol en 645 y 647 Fifth Avenue en la sección sur del sitio, midiendo 22,9 por 30,5 m. En ese momento, se confirmó que la familia Vanderbilt estaba asociada con New York Realty Corporation. Ese mes, Hunt & Hunt presentó los planos de las casas al Departamento de Edificios de la ciudad de Nueva York, que costarían 100 000 dólares. Se adjudicó un contrato general a DC Weeks & Son. Las residencias fueron diseñadas como una casa doble con idénticas características arquitectónicas. Vanderbilt vendió la casa del sur, número 645, por 500 000  dólares en julio de 1904. Los compradores fueron Emily, la hermana de George, y su esposo William Douglas Sloane. En abril de 1905, el número 645 ya estaba ocupado y el número 647 estaba casi terminado. The Real Estate Record and Guide dijo que las casas de Vanderbilt "actuarán durante mucho tiempo como una barrera absoluta" contra un mayor desarrollo comercial en la Quinta Avenida sobre la Calle 50.

#### Ocupación
Emily y William Sloane no vivían en el número 645; en cambio, se lo alquilaron a su hija Lila Field y su yerno William B. Osgood Field. George Vanderbilt tampoco vivía en el número 647, ya que se lo había vendido a su hermano William K. Vanderbilt en 1904. William era el único propietario del 647 de la Quinta Avenida después de esa fecha, según una escritura presentada en 1915, luego de la muerte de William. Una imagen de 1905 indicaba que el número 647 todavía tenía un cartel de "se vende" delante. En marzo de 1907, se registró que Sloane había alquilado el número 647 durante varios años. Robert Wilson Goelet y su esposa Elsie Whelen se mudaron al número 647 a fines de ese año. Los Goelet vivían allí con su hijo Ogden, así como catorce sirvientes. La familia Goelet eran los únicos ocupantes residenciales del número 647. La casa de Goelet se utilizó para eventos: en 1910, organizaron una cena de sesenta personas y una obra de teatro de George Bernard Shaw y en 1912, organizaron una fiesta de temática "oriental".
La Quinta Avenida se amplió en 1911 y hubo que recortar los escalones de mármol frente a las casas de Goelet y Field. Hunt & Hunt fue contratado para realizar las modificaciones. Por esa época, el barrio se estaba volviendo cada vez más comercial. En enero de 1914, Elsie Goelet solicitó el divorcio de Robert; la mayoría de los sirvientes fueron despedidos y ambos Goelet abandonaron la casa para siempre. La casa adyacente de Morton Plant fue arrendada en octubre de 1916 a Cartier, y el número 647 fue arrendado a los marchantes de arte Rene Gimpel y Nathan Wildenstein el mes siguiente. Según el Registro y Guía Inmobiliaria, estas ventas marcaron "un paso más en la transición de este tramo de la Quinta Avenida de la etapa residencial a la comercial". Los Fields continuaron viviendo en el número 645 durante varios años. En 1929, el hijo de William y Lila, Frederick Vanderbilt Field, se casó con Elizabeth G. Brown en la residencia Field.

### Uso comercial

#### 1920 a 1940

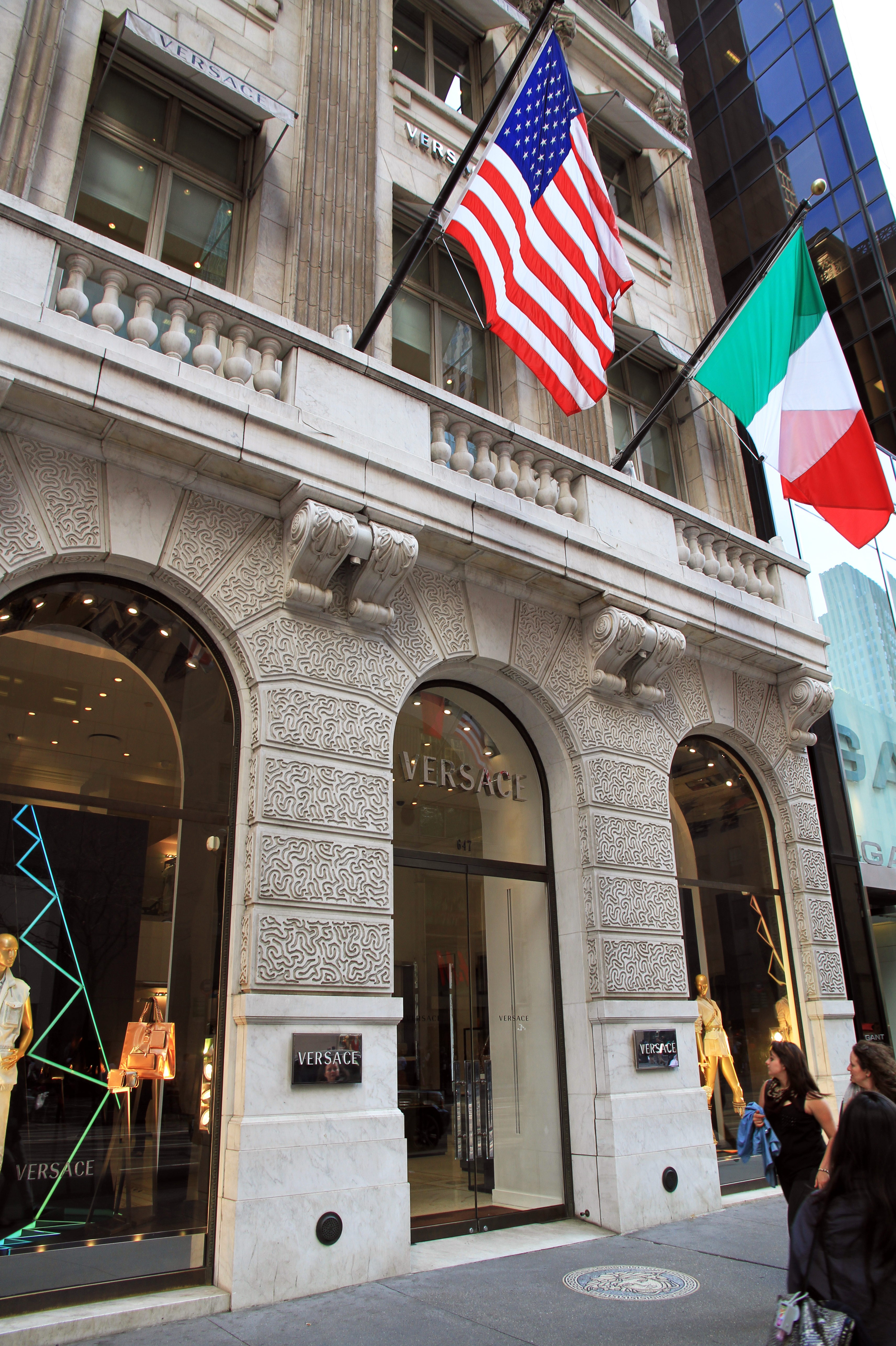
La base del 647 de la Quinta Avenida después de que fue remodelada por Versace

Gimpel & Wildenstein (más tarde Wildenstein & Co.) diseñó un quinto piso para el número 647 en 1917, con J. H, Deeves & Brother como contratistas generales. La renovación no cambió significativamente el diseño exterior de la casa. Las nuevas galerías de Gimpel & Wildenstein se abrieron en mayo de 1917. William K. Vanderbilt se registró en 1920 como traspaso del título de 647 Fifth Avenue a Harold S. Vanderbilt y Malcolm D. Sloane. El número 647 fue vendido a Hoagland Corporation en mayo de 1923 a una tasación de 750 000 dólares. La casa se vendió a Felix Wildenstein, propietario de Wildenstein & Co., en 1925. El arquitecto Eliot Cross compró el número 647 en marzo de 1928. Dos meses después, Cartier compró el número 647 como inversión. Como término de la venta, Wildenstein & Co. podría permanecer en la casa hasta 1932, después de lo cual Cartier planeó renovar o reemplazar el edificio con una estructura comercial. Wildenstein & Co. se mudó del número 647 después de comprar otro sitio en 1931 y desarrollar un nuevo edificio.
En 1937, Wallace K. Harrison y J. André Fouilhoux presentaron planes para una renovación de la fachada, un nuevo entrepiso y nuevos ascensores por un costo de 125 000 dólares. A fines del año siguiente, Francisque Verpilleux fue contratado para diseñar una renovación del número 647, mientras que Charles H. Tyler fue contratado como contratista general. Como parte del proyecto, se rediseñaron los pisos como espacios sin columnas y se instalaron ascensores, aire acondicionado y rociadores. También se instaló un muelle de embarque en la parte trasera del edificio, que se extiende hasta la calle 52. Después de la renovación, American Express Company arrendó un espacio en junio de 1939 y abrió sus oficinas en octubre, ocupando el sótano hasta el segundo piso. Mary Lewis abrió su tienda de ropa en el tercer piso del número 647 en abril de 1940, aunque la tienda Lewis estuvo solo en el 647 de la Quinta Avenida durante dos años. El segundo piso se alquiló a los sastres James W. Bell & Co. en 1942, y el cliente Harry Collins alquiló un espacio en el edificio el mismo año.
La casa vecina en el número 645 siguió siendo propiedad de William Osgood Field hasta que la vendió en mayo de 1944. En ese momento, con frecuencia estaba vacío. Se informó que el comprador era "Beatrice J. Longstreet de Manasquan, Nueva Jersey ", aunque The New York Times especuló que este no era el comprador real. 645 Fifth Avenue, junto con la casa club del Union Club y la residencia en 3 East 51st Street hacia el sur, debían ser demolidos y reemplazados por una estructura más alta. Estas estructuras estaban siendo demolidas en agosto de 1944 cuando se anunció una tienda departamental de doce pisos para ese sitio. Para ese diciembre, la demolición estaba "prácticamente completa" y Best & Co. fueron anunciados como inquilinos de la nueva estructura. La tienda Best & Co. abrió en 1947.

#### 1950 a 1980
La casa en 647 Fifth Avenue, junto con las propiedades vecinas en 653 Fifth Avenue y 4 East 52nd Street, fueron adquiridas en mayo de 1950 por Phoenix Mutual Life Insurance Company. El comprador, que supuestamente pagó los edificios en efectivo, mantuvo las propiedades como inversión y continuó alquilando 647 Fifth Avenue a American Express. American Express renovó 647 Fifth Avenue en 1958 con diseños de Joseph Huston. A principios de la década de 1960, el número 647 era el único resto de las antiguas residencias de Vanderbilt en la Quinta Avenida. En 1965, American Express trasladó sus operaciones a otros dos edificios de Midtown. American Express subarrendará el 647 de la Quinta Avenida a Olympic Airways, la aerolínea nacional griega, durante 10 años a 1,3 millones de dólares al año. Las oficinas olímpicas se abrieron y se dedicaron el próximo año.
A fines de la década de 1960, Best & Co. compró los derechos aéreos sobre el 647 de la Quinta Avenida, lo que permitió a Best's erigir un rascacielos sobre su tienda. Un plan inicial para el rascacielos, diseñado por Morris Lapidus, habría resultado en la demolición del 647 de la Quinta Avenida, aunque los planes se cambiaron en 1971 después de que Lapidus fuera despedido como arquitecto. Aristóteles Onassis, presidente de Olympic Airways, estableció un fideicomiso familiar llamado Victory Development en marzo de 1970. Victory formó una empresa conjunta con Arlen Realty & Development Corporation para adquirir la tienda Best, 647 Fifth Avenue y Cartier Building. La tienda Best & Co. de al lado cerró a finales de 1970 y fue demolida al año siguiente para dar paso a la Torre Olímpica. Como parte de la construcción de la Torre Olímpica, se construyó una plaza peatonal al este del 647 de la Quinta Avenida y el Edificio Cartier. Olympic Airways inicialmente tenía la intención de renovar el 647 de la Quinta Avenida con una fachada de vidrio similar a la de la torre. La crítica de arquitectura Ada Louise Huxtable describió el plan como un "cambio indeseable" y dijo que los arquitectos de la Torre Olímpica Skidmore, Owings & Merrill (SOM) "obviamente nunca han oído hablar del Let-It-Alone Club". Después de que Huxtable, Paul Goldberger y otras personas de la comunidad arquitectónica se opusieron, SOM decidió conservar la fachada original de Hunt & Hunt en 647 Fifth Avenue. La torre finalmente se completó y se dedicó en 1974.
La Comisión de Preservación de Monumentos Históricos de la Ciudad de Nueva York (LPC, por sus siglas en inglés) comenzó a considerar el 647 de la Quinta Avenida para el estatus de monumento histórico de la ciudad de Nueva York a principios de 1977. El edificio fue designado como hito el 22 de marzo de 1977. Además, el 8 de septiembre de 1983, la residencia de George W. Vanderbilt en 647 Fifth Avenue se agregó al Registro Nacional de Lugares Históricos (NRHP), junto con el edificio Cartier adyacente en 651-653 Fifth Avenue y 4 East 52nd Street. Los edificios se citaron como ejemplos de residencias en Midtown Manhattan que luego se convirtieron para uso comercial. Las casas se agregaron al NRHP como una sola lista, las "Casas en 647, 651-53 Fifth Avenue y 4 East 52nd Street".

#### 1990 al presente
Olympic Airways se mudó del 647 de la Quinta Avenida alrededor de 1993 y el edificio estuvo vacío durante dos meses. En febrero de 1995, el diseñador de moda Gianni Versace arrendó el 647 de la Quinta Avenida durante 20 años en nombre de su empresa. Se contrató al estudio de arquitectura Laboratio Associati para renovar el edificio. La base vermiculada original fue reconstruida a partir de mármol Danby Vermont, que había estado en la ciudad italiana de Carrara. La vermiculación se reprodujo mediante corte por láser, pero los acabados se realizaron a mano. Rocco Magnoli y Lorenzo Carmellini, dos arquitectos de Laboratio Associati, utilizaron fotos históricas de la casa para recrear su apariencia original. Los interiores también se renovaron con una habitación por bahía vertical. Versace también agregó una cafetería y un jardín en la azotea. La tienda de Versace abrió en octubre de 1996 con una fiesta a la que asistieron celebridades como Sheryl Crow y Jon Bon Jovi. La ubicación estaba destinada a ser la tienda insignia de Versace.
El edificio fue renovado durante seis meses a partir de finales de 2005, durante los cuales se ampliaron las ventanas y se reorganizaron los interiores. La tienda de Versace volvió a abrir en marzo de 2006. En mayo de 2012, la firma de inversión inmobiliaria Crown Acquisitions adquirió una participación del 49,9 por ciento en las propiedades de Olympic Tower, que incluían 647 Fifth Avenue, Cartier Building, Olympic Tower y un cuarto edificio en 10 East 52nd Street. En diciembre de 2018, Versace anunció sus planes de dejar el 647 de la Quinta Avenida y subarrendar el espacio. El contrato de arrendamiento de Versace vence en diciembre de 2023 y la compañía, que quería mudarse a la zona residencial, no pudo romper su contrato.